# Барьер Сантароги
«Барьер Сантароги» (англ. The Santaroga Barrier) — научно-фантастический роман Фрэнка Герберта, рассматривающий модель создания закрытого общества внутри уже существующего.

## Сюжет
Поводом для исследования долины Сантароги является исследование её рынка, который сопротивляется рекламе, инвестициям и импорту. В ходе расследования выясняется, что ключевым фактором, который объединяет жителей долины Сантароги является уникальное вещество — джасперс, оказывающее воздействие на психику человека. В результате приёма джасперса у человека «расширяется сознание» — он оказывается способным непосредственно воспринимать намерения и состояния окружающих, не прибегая для этого к речи или жестам. Под влиянием джасперса в долине формируется своего рода единство целей и коллективный разум, отторгающий приезжих или «обезвреживающий» враждебно настроенных чужаков с помощью «несчастных случаев». Местные жители привыкают к джасперсу, которым они обрабатывают все продукты питания, производимые и потребляемые исключительно в долине. Нехватка продуктов, содержащих джасперс, вызывает реакцию, сравнимую с абстинентным синдромом. Поэтому практически никто из местных жителей не хочет покидать долину на долгое время.
Одним из чужаков, пытающихся разгадать сантарожанцев, становится доктор психологии Джилберт Дэйсейн, который отправляется в долину по двум причинам: во-первых, по заказу группы магнатов, спонсирующих его родной университет, он должен выяснить тайну «барьера Сантароги», которая мешает им проникнуть в долину, а кроме того, в городе живёт его возлюбленная, Дженни Сорже, выпускница того же университета, что и Дэйсейн. Разговаривая с сантарожанцами и пытаясь понять причину их настороженного отношения к нему, а также раскрыть природу джасперса, Дэйсейн проходит через череду «случайных» несчастных случаев, в каждом из которых он должен был погибнуть.

Интересно, что описанная в книге коммуна Сантароги в известной степени похожа на тоталитарную секту «Храм народов», которая основала в 1974 году в Гайане поселение Джонстаун.